# Fjällräven Center
Fjällräven Center - antes Swedbank Arena - é um pavillhão polivalente e um estádio de hóquei no gelo localizado na cidade de Örnsköldsvik , Suécia.
Foi inaugurado em  2006 e tem capacidade para 7 600 pessoas durante eventos desportivos e 9 600 durante shows.
É utilizado pelo clube de hóquei no gelo Modo Hockey .